# 桜ノーリプライ
『桜ノーリプライ』は、onomatope*より発売された恋愛アドベンチャーゲームである。2012年5月25日に18禁Windows版が発売された後、2012年12月21日にはGyuttoよりダウンロード版も発売された。
2014年3月20日には、一般向け萌え系アプリ配信サイト「萌えAPP」にて、スマートフォン向けゲームアプリの配信が開始されている。

## 概要
『めちゃ婚!』でデビューをしたonomatope*の第2作目である。かわいい女の子と過ごす日常がメインで、そこに不思議な現象をちょっとだけ足した物語となっている。
テレビやニュースで悲惨な事件が毎日報道されているため、心に染み渡るような優しい奇跡の物語を作ろうということで、本作が企画された。
シナリオのテーマは「友情」「成長」「奇跡」である。再開した幼なじみたちと友情を育み、ヒロインへの恋心に気が付いて成長する。そして島の桜を咲かせるために取った行動が、奇跡をもたらす。このようにシナリオは展開する。また、『桜ノーリプライ』というタイトルは、「桜からの返事がない」=「桜が咲かない」という意味で付けられた。
ゲームの特徴として、季節感のある衣装とヒロインが作るお弁当に力を入れている。特にお弁当は各キャラクターごとに個性があり、作中では約40枚ものお弁当のCGが用意されている。なお、作中に登場したお弁当はレシピが公開されている。
本作では女性原画家であるぱんと羽鳥ぴよこを採用している。本作では「ひだまりのような優しさ」を表現したかったため、優しいペンタッチと愛らしいキャラクターデザインに特徴のある2人を採用した。

## ストーリー
（出典：）
山と海に囲まれた、桜が絶対に咲かない特殊な島が舞台。主人公・風間一護は祖母・風間ヨネと妹・風間眠兎の3人で、幼いころにこの島に住んでいた。しかし両親の都合により、病弱な妹・風間眠兎や、親しい友人たちと強制的に別れさせられ、島を離れることになる。大切な人たちとの別れは幼いころの主人公に悪影響を与え、主人公は無気力な少年となる。
ある日、彼は姉妹校との交換留学生に選ばれて、故郷の島の学園に通えることになる。島に戻った主人公は、妹や友人たちと再会し、離れ離れになっていた期間を埋め合わせるように青春を謳歌する。やがて持て余した若いエネルギーは、別のところに向かう。島の桜を調査し、満開の花を咲かせること。主人公たちは島に桜花をもたらすために、一致団結をする。

## 登場人物

### メインキャラクター
（出典：）
風間 一護（かざま いちご）
本作の主人公。両親の都合により、島から離れて暮らしていた。
風間 眠兎（かざま みんと）
声 - きのみ聖
一護の妹。病弱なために島で療養していた。かなりのブラコンなため、兄が島に戻ってからは体の弱さをものともせずにはしゃいでいる。
朝比奈 苺（あさひな まい）
声 - 御苑生メイ
一護の幼なじみかつ彼のクラスの委員長。愛称はまいまい。「良かった♪」が口癖である。
月森 千代子（つきもり ちよこ）
声 - 新堂真弓
小柄で元気な少女。愛称はチョコ。ホラを吹くのが大好きという困った性格をしている。
冴島 もも（さえじま もも）
声 - 水霧けいと
学生の身でありながら、プロの漫画家として働いている少女。ももの事が“ももちん“と呼ぶ。主人公につきまとい、漫画のネタを探している。
葉月 美栗（はづき みくり）
声 - ひなき藍
主人公と同時期に転入してきた少女。内気な性格のため、クラスにあまりなじめていない。

### サブキャラクター
（出典：）
梨本 稔（なしもと みのる）
声 - 目覚増時計
一護・苺・千代子たちの幼なじみ。お調子者であり、いつも女の子たちに蔑まされている。放送部に所属しており、昼の放送を担当している。夢は世界一のラジオパーソナリティである。
泉 柚葉（いずみ ゆずは）
声 - 伊東サラ
一護のクラスの担任。お酒が好きでよく飲んでいる。厳しい発言をすることも多いが、学生を理解するよい教師である。
風間 ヨネ（かざま ヨネ）
声 - しまむらこんぶ
一護と眠兎の祖母。優しく世話好きな性格で、病弱な眠兎の世話を1人で行っていた。

## 楽曲
（出典：）
主題歌「恋ノススメ」
歌：きのみ聖、ひなき藍 作詞：No Life Negotiator 作・編曲：No Life Negotiator
風間眠兎EDソング「夢色Diary」
歌：築山さえ 作詞：築山さえ 作曲：きくお
朝比奈苺EDソング「片足シーソー」
歌：みるく 作詞：みるく 作・編曲：fine chemical
月森千代子EDソング「Pinkie Happy smile!」
歌：新堂真弓 作詞：新堂真弓 作・編曲：七巻ヒ熊
冴島ももEDソング「リアルコミック」
歌：小田ユウ 作詞：小田ユウ 作・編曲：諸田英慈
葉月美栗EDソング「春風のEpisode」
歌：小夏ミナト 作詞：SoundCouture 作・編曲：SoundCouture